# Giuseppa Scandola
Maria Teresa Scandola, en religion sœur Maria Giuseppa Scandola, née le 26 janvier 1849, morte le 1er septembre 1903, est une religieuse italienne, membre de la congrégation des Sœurs Missionnaires de Vérone, également appelées Sœurs missionnaires comboniennes. Elle sert comme missionnaire dans le sud du Soudan, dans l'actuel Soudan du Sud. Elle intervient dans les différentes villes du pays, s'occupe des enfants mal nourris, diffuse les notions d'hygiène et d'économie domestique, enseigne l'Évangile, et apprend la langue locale.
L'évêque de Vérone ouvre en 1977 la cause pour sa béatification. La cause est acceptée pour enquête par le Saint-Siège. Après enquête, le pape François la reconnaît vénérable en 2014.

## Biographie
Maria Teresa Scandola naît le 26 janvier 1849 à Bosco Chiesanuova dans la province de Vérone, en Italie. Elle est la fille d'Antonio Scandola et de Giuseppina Leso. Son enfance et sa jeunesse sont d'une grande simplicité ; elle connaît la pauvreté, mais conserve sa pureté et cultive un esprit de prière.
Elle rencontre en 1871 le Père Daniel Comboni, le futur saint, qui lui parle de son ministère d'évangélisation en Afrique centrale et de son projet de faire participer des femmes à la mission. Maria Teresa Scandola accepte d'entrer dans l'ordre religieux qu'il envisage pour cela. Elle est alors appelée à rejoindre sa nouvelle fondation, l'Institut des Pieuses Mères d'Afrique, qu'elle est la deuxième femme à rejoindre.
En janvier de l'année suivante, elle entre au noviciat du nouvel ordre religieux que le P. Comboni établit à Vérone, et reçoit l'habit religieux et son nom de religieuse, Maria Giuseppa (Marie Josèphe). Elle prononce ses vœux religieux perpétuels le 19 mars 1877.
Avec quatre autres religieuses, Maria Giuseppa Scandola quitte Vérone en décembre 1877, pour rejoindre leur mission d'Afrique, au sud du Soudan. Elles sont les premières femmes missionnaires européennes à servir dans cette région de l'Afrique. Maria Giuseppa Scandola œuvre pour les enfants, pour leur éducation et pour leur développement spirituel, dans différentes villes du Soudan anglo-égyptien. Elle sert ainsi successivement à Berber, à El Obeid, Khartoum, Scellal, Le Caire, Assouan, Lul.
Selon Pierli et Ratti, elle puise ses forces et sa gaité dans sa vie intérieure et la conscience profonde de la présence de Dieu en elle. À Berber, le lieu de sa première mission, elle prend soin des jeunes filles qui vivent dans cette ville d'environ vingt mille habitants.
Parmi tous les gens dont elle s'occupe, elle s'attache particulièrement au grand nombre d'enfants qui risquent de mourir parce qu'ils n'ont pas le minimum vital. Elle enseigne aussi aux mères de famille les notions d'hygiène, de nutrition et d'économie domestique.
Le 21 juin 1903, avec deux autres religieuses, elle arrive pour une nouvelle mission à Lul, sur les rives du Nil blanc, et en est très heureuse. Elle commence à en apprendre la langue locale, le shilluk.
Elle enseigne l'Évangile, affirme notamment qu'« il n'y a pas de plus grand amour que de donner sa vie pour les autres » et que le véritable amour est de « connaître le Père et Jésus-Christ qui veut le salut du monde entier ».
Un jeune missionnaire étant tombé gravement malade, elle décide d'offrir sa vie en échange de celle de ce missionnaire,. Sœur Giuseppa Scandola meurt à Lul, près de Malakal, le 1er septembre 1903. Le missionnaire, Giuseppe Beduschi, a survécu et a pu poursuivre longtemps son action en Afrique.

## Procédure de béatification
La procédure pour la béatification de Giuseppa Scandola est ouverte au niveau diocésain à Vérone en 1977. Le dossier est ensuite transmis à Rome auprès de la Congrégation pour la cause des saints, pour la suite de l'enquête sur sa vie. Le 12 juin 2014, le pape François reconnaît l'héroïcité de ses vertus. Elle est ainsi proclamée vénérable.
La fête de la vénérable Giuseppa Scandola est le 1er septembre.